# 長寧支路
長寧支路是中華人民共和國上海市一條西南-東北走向道路，道路西南起自華陽路，東北至長寧路，橫跨長寧區和靜安區。道路全長580米。道路始建於20世紀初，最初名為白利男支路。1943年更名為長寧支路。